# 天主教圖利亞拉總教區
天主教圖利亞拉總教區（拉丁語：Archidioecesis Toliarana）是馬達加斯加一個羅馬天主教教省總教區，下轄三個教區。是該國五個總教區之一。

## 歷史
1957年4月8日升為教區。2003年11月14日升為總教區。

## 現況
總教區2010年有教友94,645人（佔轄區總人口10.4%）、廿一個堂區、六十二名司鐸。現任總主教為弗爾詹西·拉貝烏尼。